# Saison 6 de Malcolm
Chronologie
Saison 5 de Malcolm Saison 7 de Malcolm
Cet article présente le guide des épisodes de la sixième saison de la série télévisée Malcolm.

## Distribution

### Acteurs principaux
- Frankie Muniz (VF : Brice Ournac) : Malcolm
- Jane Kaczmarek (VF : Marion Game) : Loïs
- Bryan Cranston (VF : Jean-Louis Faure) : Hal
- Christopher Kennedy Masterson (VF : Cédric Dumond) : Francis (épisodes 5, 6, 8, 14, 16, 20 et 21)
- Justin Berfield (VF :  Donald Reignoux) : Reese
- Erik Per Sullivan (VF : Yann Peyroux) : Dewey
- James Rodriguez et Lukas Rodriguez : Jamie

## Épisodes

### Épisode 1:Il faut sauver le soldat Reese
- États-Unis : 7 novembre 2004 sur FOX
- France : 25 mai 2005 sur M6

- États-Unis : 7,1 millions de téléspectateurs
- France : 4,3 millions de téléspectateurs

- Caroline Aaron (Infirmière Peterson)

En Afghanistan, Reese s'enfuit d'un combat en situation réelle et tente de rentrer chez lui en parcourant le désert, épuisé, à l'aide d'une étiquette de paquet de céréales. Hal demande à l'armée des renseignements sur son fils et découvre que ce dernier bénéficie d'une allocation, un avantage intéressant...  Lois convainc un militaire de lui dire où est son fils et s'envole pour Kaboul. Croyant son frère mort et rongé par les remords, Malcolm devient bénévole dans une maison de retraite pour vétérans mais s'offusque de l'usage excessif de tranquillisants sur les patients.
Remarque : Il s'agit du seul triptyque de la série.

### Épisode 2:Les Idoles
- États-Unis : 14 novembre 2004 sur FOX
- France : 26 mai 2005 sur M6

- États-Unis : 6,7 millions de téléspectateurs
- France : 4,8 millions de téléspectateurs

- Tricia O'Kelley (Mme Welsh)

### Épisode 3:La Guerre des poubelles
- États-Unis : 21 novembre 2004 sur FOX
- France : 27 mai 2005 sur M6

- États-Unis : 7 millions de téléspectateurs
- France : 4,5 millions de téléspectateurs

- Gary Anthony Williams (Abe)
- Alex Morris (Trey)
- Dan Martin (Malik)
- Jonathan Craig Williams (Steve)
- Edward James Cage (Brian)
- Dave Higgins (Craig)

Christopher Masterson  est   absent de l'épisode.

### Épisode 4:Pearl Harbor
- États-Unis : 5 décembre 2004 sur FOX
- France : 27 février 2006 sur M6

- États-Unis : 6,3 millions de téléspectateurs
- France : 3,9 millions de téléspectateurs

- Hayden Panettiere (Jessica)
- Curtis Taylor (Bill Rendall)

Christopher Masterson  est   absent de l'épisode.
- Anecdote : Le jour de la première diffusion de cet épisode, Frankie Muniz (Malcolm) a fêté ses dix-neuf ans.

### Épisode 6:L'Étrange Noël de monsieur Hal
- États-Unis : 19 décembre 2004 sur FOX
- France : 1er mars 2006 sur M6

- États-Unis : 4,7 millions de téléspectateurs
- France : 4,4 millions de téléspectateurs

Croulant sous les dettes et Loïs ayant détruit leur voiture, Hal et elle instaurent un Noël avec des cadeaux faits maison. Les enfants réussissent à faire de superbes cadeaux avec les moyens du bord mais Hal ne trouve pas que son cadeau est assez bien pour ses enfants et décide d'improviser. Francis apprend à sa famille qu'il a été renvoyé pour avoir déposé l'argentde Otto dans un coffre n'appartenant pas à la banque (alors que cela semble incompréhensible vue la gentillesse d'Otto). Malcolm se sent quant à lui esseulé par ses frères.
- Commentaire :  James et Lukas Rodriguez sont absents de l'épisode.

### Épisode 7:Le Somnambule
- États-Unis : 16 janvier 2005 sur FOX
- France : 2 mars 2006 sur M6

- États-Unis : 5,4 millions de téléspectateurs
- France : 3,7 millions de téléspectateurs

### Épisode 8:Sévir et protéger
- États-Unis : 23 janvier 2005 sur FOX
- France : 3 mars 2006 sur M6

- États-Unis : 5,2 millions de téléspectateurs
- France : 3,9 millions de téléspectateurs

### Épisode 9:Accro du delco
- États-Unis : 30 janvier 2005 sur FOX
- France : 6 mars 2006 sur M6

- États-Unis : 5,6 millions de téléspectateurs
- France : 3,6 millions de téléspectateurs

- Craig Lamar Traylor (Stevie)
- Art LaFleur (Fred)

Reese et Malcolm ont trouvé une combine pour parier aux courses malgré le fait qu'ils soient mineurs. Malcolm investit ses gains dans l'achat et la remise en état d'une vieille voiture de sport qui le rend dingue. Hal, de son côté, se découvre un talent de coiffeur et recueille les confidences des collègues de Loïs, mais devient légèrement efféminé... Loïs, elle, doit faire des heures supplémentaires au profit de Craig, qui a une liaison avec la femme du patron.
- À propos : Cet épisode est un clin d’œil au film Christine de John Carpenter. En effet tout comme le héros du film, Malcolm achète une vieille voiture de sport rouge qu'il considère comme une vraie personne. Il délaisse ses amis à son profit. Mais contrairement au film d'origine où la voiture veut tuer les amis et les ennemis d'Arnie, ici la voiture semble vouloir tuer son propriétaire, Malcolm.

### Épisode 10:En haut de l'affiche
- États-Unis : 13 février 2005 sur FOX
- France : 7 mars 2006 sur M6

- États-Unis : 5,1 millions de téléspectateurs
- France : 4 millions de téléspectateurs

### Épisode 11:Opéra
118 (6.11)
- UP

- États-Unis : 20 février 2005 sur FOX
- France : 8 mars 2006 sur M6

- États-Unis : 6,5 millions de téléspectateurs
- France : 3,8 millions de téléspectateurs

### Épisode 12:Question de vie ou de mort
- États-Unis : 6 mars 2005 sur FOX
- France : 9 mars 2006 sur M6

- États-Unis : 5 millions de téléspectateurs
- France : 3,3 millions de téléspectateurs

### Épisode 13:On ira tous au paradis
- États-Unis : 13 mars 2005 sur FOX
- France : 9 mars 2006 sur M6

- États-Unis : 5,3 millions de téléspectateurs
- France : 3,6 millions de téléspectateurs

### Épisode 14:La Jambe de grand-mère
- États-Unis : 20 mars 2005 sur FOX
- France : 10 mars 2006 sur M6

- États-Unis : 4,8 millions de téléspectateurs
- France : 3,4 millions de téléspectateurs

### Épisode 15:Devine qui vient dormir?
- États-Unis : 27 mars 2005 sur FOX
- France : 10 mars 2006 sur M6

- États-Unis : 4,1 millions de téléspectateurs
- France : 3,7 millions de téléspectateurs

### Épisode 16:Chose promise, chose due
- États-Unis : 3 avril 2005 sur FOX
- France : 13 mars 2006 sur M6

- États-Unis : 4,9 millions de téléspectateurs
- France : 3,2 millions de téléspectateurs

### Épisode 17:Larves et Chenilles
- États-Unis : 10 avril 2005 sur FOX
- France : 13 mars 2006 sur M6

- États-Unis : 5,3 millions de téléspectateurs
- France : 3,5 millions de téléspectateurs

Reese devait, comme combine dans le cadre de son nouvel emploi d'exterminateur de nuisibles, déverser des chenilles sur les plantations du voisinage. Mais son patron est arrêté, de plus il se prend d'affection pour ces insectes. Il décide de les élever. Malcolm est assigné à l'équipe de nuit au supermarché où il rencontre un étrange squatteur qui lui explique tout sur une autre employée qui lui plait bien. Dewey est heureux de pouvoir enfin dormir dans son propre lit.
- Commentaire :  Christopher Masterson est absent de l'épisode.

### Épisode 18:Quelle horreur!
- États-Unis : 17 avril 2005 sur FOX
- France : 14 mars 2006 sur M6

- États-Unis : 5 millions de téléspectateurs
- France : 2,7 millions de téléspectateurs

- Cloris Leachman (Ida)
- Lilyan Chauvin (Marica)
- Bess Meisler (Gorga)
- Lorna Raver (Grande Kathy)

Christopher Masterson  est   absent de l'épisode.

### Épisode 19:J'ai échangé ma maman
- États-Unis : 24 avril 2005 sur FOX
- France : 14 mars 2006 sur M6

- États-Unis : 5,8 millions de téléspectateurs
- France : 3,1 millions de téléspectateurs

### Épisode 20:800 dollarsplus les frais
- États-Unis : 1er mai 2005 sur FOX
- France : 15 mars 2006 sur M6

- États-Unis : 6,8 millions de téléspectateurs
- France : 3,3 millions de téléspectateurs

### Épisode 21:Otage, ô désespoir
- États-Unis : 8 mai 2005 sur FOX
- France : 15 mars 2006 sur M6

- États-Unis : 5,5 millions de téléspectateurs
- France : 2,9 millions de téléspectateurs

- Sam Lloyd

### Épisode 22:Reine d'un jour
- États-Unis : 15 mai 2005 sur FOX
- France : 16 mars 2006 sur M6

- États-Unis : 6,2 millions de téléspectateurs
- France : 3 millions de téléspectateurs

Christopher Masterson  est   absent de l'épisode.